# Parika (Gujana)
Parika – miasto w Gujanie, w regionie Essequibo Islands-West Demerara, położone nad rzeką Essequibo.

## Zobacz też

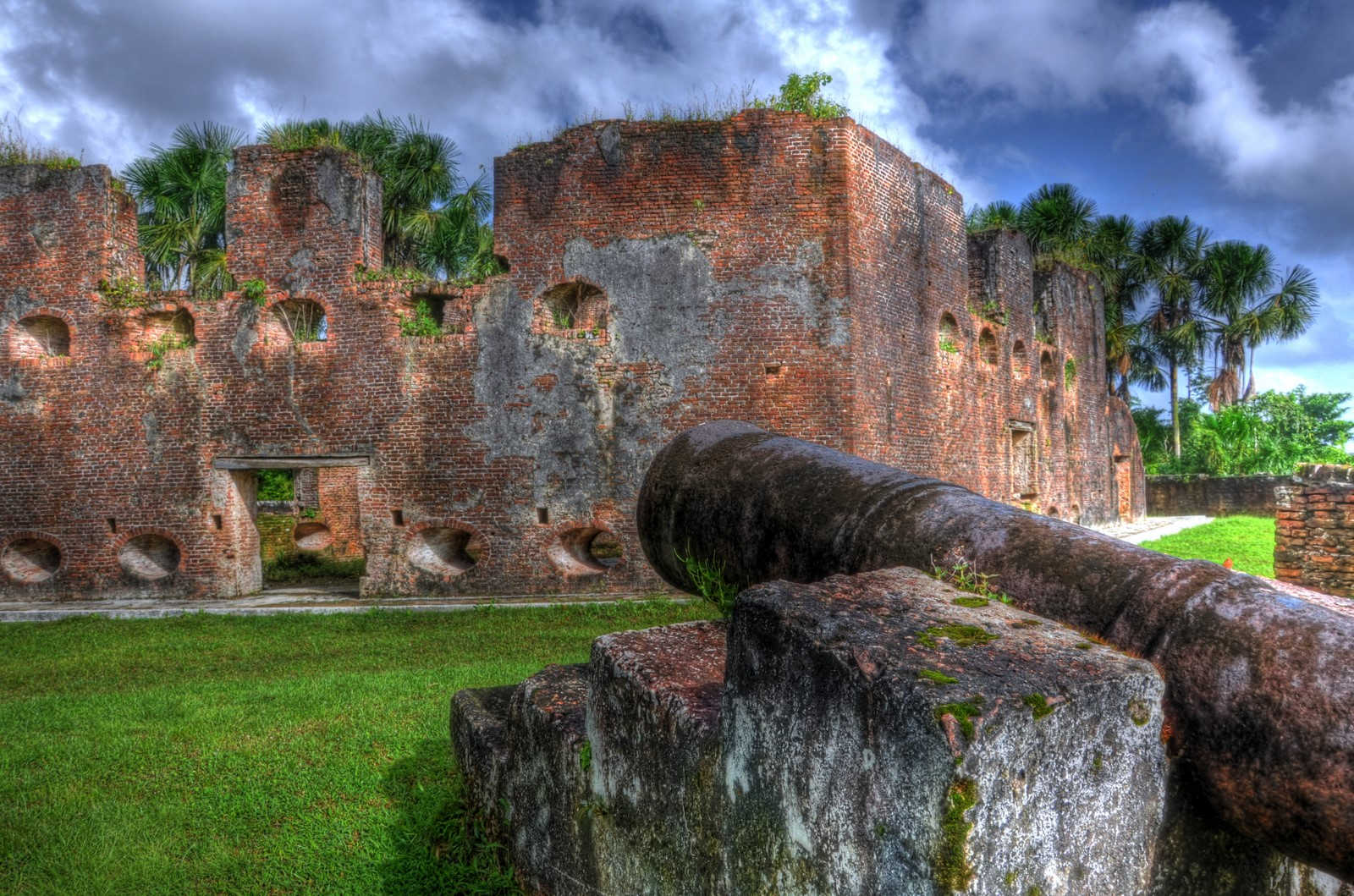
Fort w Parika